# トレーシー・クラウチ
トレーシー・エリザベス・アン・クラウチ（Tracey Elizabeth Anne Crouch, 1975年7月24日 - ）は、イギリスの政治家。保守党所属の庶民院議員。

## 経歴・人物
イングランド・ケント州アシュフォードの出身。フォークストン女学校を経てハル大学を卒業した。
大学卒業後にグレートブリテンおよび北アイルランド連合王国議会にて、保守党研究員としてマイケル・ハワード（保守党議員）を始めとする政治家のアシスタントを務めた。その後、保険会社アビバに勤務した経験も持つ。

## 政治家として
クラウチは2010年に行われた庶民院総選挙にチャタム及びアイルズフォールド選挙区から保守党公認候補として出馬し、20,230票（46.2％）を獲得して初当選を果たした。
2015年の庶民院総選挙に再選を期して出馬し、21,614票（50.2％）を獲得して2度目の当選を果たした。この総選挙の後、デーヴィッド・キャメロン（連合王国内閣総理大臣兼第一大蔵卿）が組織した第2次キャメロン内閣に於いて、スポーツ・観光・遺産担当政務次官に就任した。テリーザ・メイに交代後も同職に留任した。在任中の2016年1月から7月にかけて、自身の出産に伴い保守党出身の閣僚として初となる産休を取得した。産休中はデビット・エベネット下院議員が閣僚を代行した。
2017年の庶民院総選挙にて25,587票（57.0％）を獲得して3度目の当選を果たした。第2次メイ内閣での所掌は、スポーツ・市民社会担当政務次官となった。2018年、テリーザ・メイ連合王国総理大臣兼第一大蔵卿はクラウチの所掌分野に「孤独問題に対する省庁横断的業務」を加え、メディアはこれを孤独問題担当国務大臣に任命されたと報じた。同年11月1日、固定オッズ発売端末（FOBT）の掛け金の上限を、100ポンドから2ポンドに引き下げる改革の実施時期が延期されることになったため、閣僚を辞任した。
2019年の保守党党首選挙では当初マット・ハンコックを支持したが、その撤退後にはボリス・ジョンソンを支持した。ジョンソン内閣では文化担当の国務大臣への就任を打診されたが、家族と過ごす時間を優先するためとして断っている。
2019年の庶民院総選挙では28,856票（66.6%）を獲得して4選。

## サッカー関係
クラウチはフットボール・アソシエーション（イングランドサッカー協会）公認のコーチングライセンスを保持するサッカー指導者でもある。イングランド・プレミアリーグ1部のトッテナム・ホットスパーのサポーターとしても知られている。
2015年FIFA汚職事件の際には、「ブラッターが辞めれば、FIFAの大規模な改革が始められる」として当時の国際サッカー連盟会長だったゼップ・ブラッターに対して辞任を要求するコメントを発した。
2021年のサッカースーパーリーグの問題をめぐって設置された「ファン主導のレビュー」を行う組織の議長に任命された。